# TASD-Studie
Die TASD-Studie („Türkische Akademiker und Studierende in Deutschland“) ist eine Sozialstudie aus den Jahren 2009 und 2010, die die Lebenseinstellungen, Gewohnheiten und Einstellungen der türkischen und türkeistämmigen Akademiker und Studierenden erhebt und analysiert.

## Initiator und Unterstützer
Initiator der TASD-Studie ist das futureorg-Institut für angewandte Zukunfts- und Organisationsforschung aus Krefeld, ein privatwirtschaftliches Forschungsinstitut, welches mit wissenschaftlichen Methoden auf dem Gebiet der Zukunfts- und der Trendforschung aktiv ist.

## Anlass
Die zentrale Annahme der TASD-Studie lautet: „Akademiker und Studierende gehören im Allgemeinen zur Bildungselite einer Gesellschaft. Aufgrund ihrer Ausbildung werden sie befähigt, wichtige Positionen in Wirtschaft, Wissenschaft, Politik sowie Verwaltung einzunehmen, durch welche sie die Zukunft einer Gesellschaft prägen. Damit stellen sie eine wichtige Ressource in einer Gesellschaft dar.“ (Zwischenauswertung, S. 5). Die Relevanz dieser Annahme werde durch verschiedene sozioökonomische Veränderungsprozesse wie demografischer Wandel, Fachkräftemangel und Multikulturalisierung der deutschen Gesellschaft verstärkt.
In Korrespondenz dazu stehe den Studienerstellern zufolge das Problem, dass über die türkischen Bildungseliten bzw. über Bildungseliten mit Migrationshintergrund kaum zuverlässige und fundierte Erkenntnisse vorliegen. 

## Erhebungsmethode
Weil Ämter und Behörden in Deutschland, beispielsweise Universitäten oder das Statistische Bundesamt, ausschließlich die Staatsbürgerschaft und nicht das Herkunftsland in Deutschland ansässiger Personen erfassen, sah sich futureorg nach eigenen Angaben bei der Erhebung erheblichen Schwierigkeiten ausgesetzt. Der Feldzugang wurde mithilfe zahlreicher Migrantenorganisationen hergestellt: Der „Türkischen Gemeinde in Deutschland“, der „Föderation Türkischer Elternvereine in NRW“, der „Türkisch-Deutsche Akademiker- und Studentenplattform“, der „European Assembly of Turkish Academics“, des „Türkischen Wissenschafts- und Technologiezentrum“ und des „Türkischen Studentenvereins in Münster“.
Futureorg befragte türkische und türkeistämmige Akademiker und Studierende vor allem im Internet durch einen Fragebogen, den 254 Personen beantworteten und von denen ungefähr drei Viertel in Deutschland geboren wurden. Der Online-Fragebogen umfasste 370 Fragen bzw. 800 Items die auf zwölf Themenbereiche entfielen:
- Demografische Daten
- Beruf / Studium
- Finanzen / Sparverhalten
- Familie / Ehe / Partnerschaft
- Einkaufsverhalten
- Freizeitverhalten
- Internetnutzungsverhalten
- Medienkonsum
- Wohnsituation
- Politik
- Ehrenamtliches Engagement und
- Religion

## Ausgewählte Ergebnisse
Eine überwiegende Mehrheit von 73 % der Befragten wurde in Deutschland geboren. Ebenso ist eine übergroße Mehrheit mit ihrem Leben in der Bundesrepublik zufrieden. Im Fragenbereich zur Familie ergab die Auswertung, dass nur eine verschwindend geringe Minderheit ein überwiegend schlechtes Verhältnis zu ihren Eltern haben. In ihren Elternhäusern ist bei knapp 77 % der Befragten der Bildung als Aufstiegsmöglichkeit eine große Bedeutung beigemessen worden, wobei sich die Unterstützung oft mangels kulturellen Kapitals auf Sachleistungen wie Bücher oder Computer beschränkte. Bezüglich politischer Zusammenhänge bezeichneten sich 83 % der Befragten als interessiert. Die überwältigende Mehrheit von 80 % bescheinigte der deutschen Integrationspolitik eine geringe bis fehlende Glaubwürdigkeit. Auch sind 38 % in die Türkei abwanderungswillig. Von diesen geben 42 % an, keine Verbundenheit mit Deutschland zu empfinden.

## Rezeption

### Repräsentativität
Bei der TASD-Studie handelt es sich um keine repräsentative Studie, da über die Grundgesamtheit der türkischen Akademiker und Studierenden in Deutschland keine Daten vorliegen. Es ist unbekannt, wie viele türkische bzw. türkischstämmiger Akademiker und Studierende in Deutschland leben, wie die Geschlechter- oder Altersverteilung aussieht. Folglich zeigt die TASD-Studie Tendenzen der Befragten zu den abgefragten Themengebieten.

### Politik und Medien
Die TASD-Studie erfuhr politische und mediale Aufmerksamkeit. So griff beispielsweise die grüne Fraktion im nordrhein-westfälischen Landtag als Teil ihres migrationspolitischen Deliberationsprozesses auf.